# Gabba Nation
Gabba Nation oder kurz [-GN-] ist ein Berliner DJ-Team, das seit 1993 existiert und seit 1996 auch eigene Produktionen aus dem Genre des Gabba veröffentlicht. Die Abspielgeschwindigkeit der Musik liegt zwischen 130 und 220 BPM.
Zwischen 1993 und 1996 war die Gabba Nation Resident-DJ im Bunker. Anschließend tourte sie durch verschiedene Berliner Clubs und trat bei Veranstaltungen in Hamburg, Frankfurt am Main, Dresden, Chemnitz und anderen Städten auf. Dort wurde das aus dem Niederländischen stammende Wort "Gabber" von der Gabba Nation zu "Gabba" umbenannt. Seitdem hat sich der Stil Gabba als festes Genre etabliert (siehe "hardcore history")

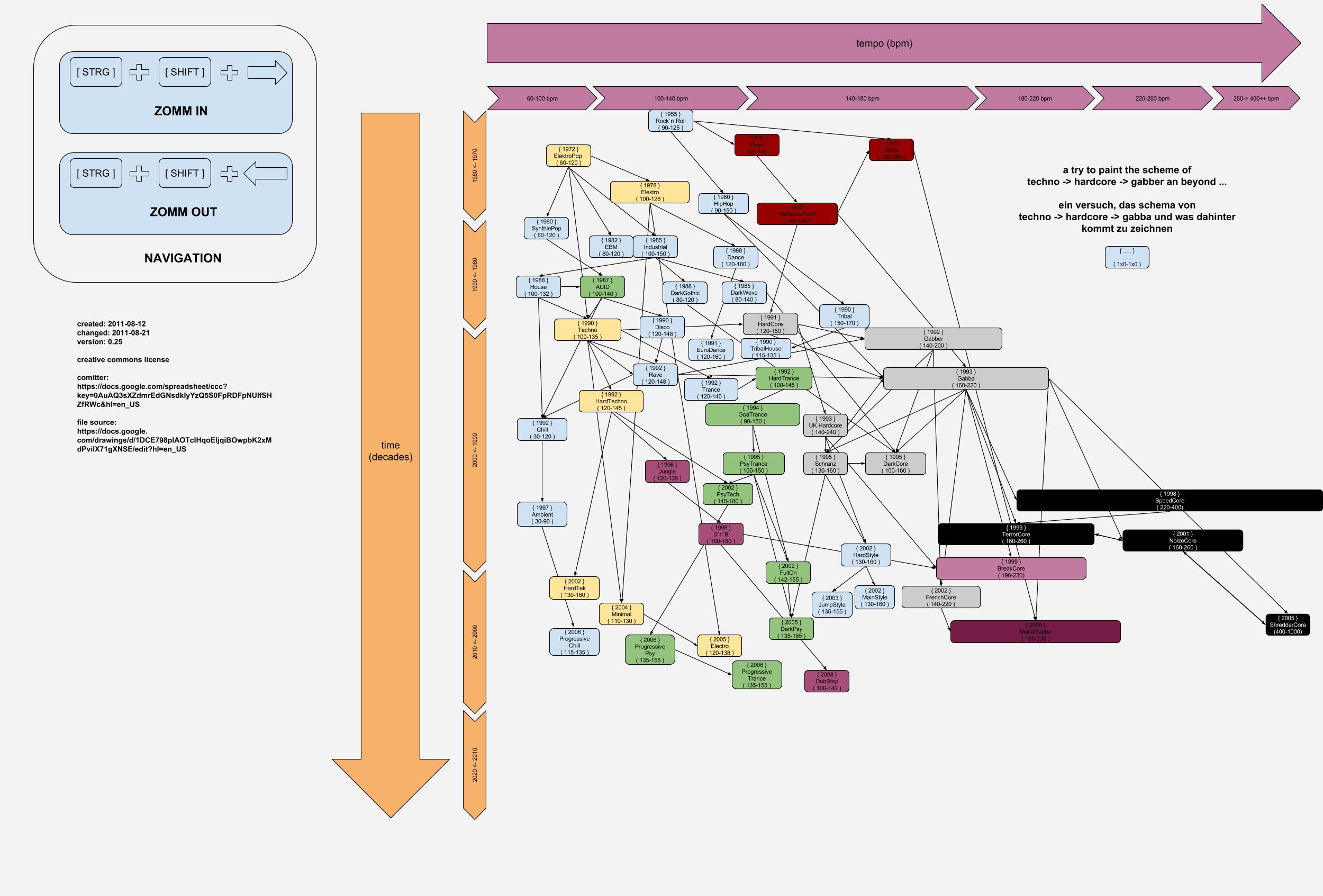
Hardcore History

Von 1993 bis 1996 war die Gabba Nation im Bunker Berlin als Resident-DJ-Crew fester Bestandteil der monatlichen Events. Mitglieder der Gabba Nation gehören zu den Mitbegründern der Fuckparade, die 1997 das erste Mal stattfand. Ihr 10-jähriges Jubiläum wurde 2007 gefeiert. Von 2002 bis 2003 war die [-GN-] Residents im Tresor.
2004 hat das Deutsche Patent- und Markenamt die Marke der Gabba Nation anerkannt. Seitdem konzentriert sie sich wieder mehr auf die Produktion von Musik, die Anzahl der Auftritte hat dagegen abgenommen. 2014 wurde die Marke nach zehn Jahren verlängert.
Derzeitige Mitglieder sind DJ Sascha, Robsen derTöpper. ESCII (alias E 605) und Presslufthamma (Dresden). Ein früheres Mitglied war Clars, der am 6. April 2006 verstarb. Beagle (Berlin) organisierte die Plattenproduktionen, die Finanzierung wurde recht unterschiedlich gesichert. Glurff (Berlin) produzierte einige Tracks, war danach auch bei Mokum zu finden und solistisch tätig. Die ersten Co-Artists waren Marco und Zigan, Der Würfler, Doll-X und viele weitere.
DJ Cut-X ist seit etwa 2013 wieder aktiv und hat mit Robs und Beagle den "Underground Hardcore Berlin" (UHB) als Project begonnen. Monatliche Events sind in Berlin zu finden.

## Veröffentlichungen
| S/N     | Titel                                     | Typ       | Jahr |
| ------- | ----------------------------------------- | --------- | ---- |
| GNR-01  | DochSchon E.P.                            | (12", EP) | 1996 |
| GNR-02  | The Fun Has Just B-Gun!                   | (12")     | 1996 |
| GNR-03  | Blasphemie                                | (12")     | 1997 |
| GNR-04  | Drow                                      | (2 × 12") | 1997 |
| GNR-05  | V                                         | (12")     | 1998 |
| GNR-06  | Schneesturm                               | (12")     | 1999 |
| GNR-07  | Untitled                                  | (12")     | 2001 |
| GNR-08  | Serialkiller                              | (12")     | 2002 |
| GNR-CD1 | First Compilation - The Best Of Ten Years | (CD)      | 2002 |
| n/a     | Back to the Roots                         | Last.fm   | 2008 |

## Promo Releases
| Jahr | Interpret          | Titel                    | Größe     |
| ---- | ------------------ | ------------------------ | --------- |
| 1995 | Sascha             | Motor 3                  | 8.330 kB  |
| 1995 | Sascha             | Remix                    | 4.164 kB  |
| 1995 | Sascha             | Trakk                    | 8.330 kB  |
| 1996 | Sascha             | Korka                    | 11.856 kB |
| 1996 | Sascha             | Harz22                   | 5.804 kB  |
| 1997 | Sascha             | Zaire                    | 9.792 kB  |
| 2002 | e605 & kiEw        | Flügel                   | 9,27 MB   |
| 2002 | e605 & zer project | Herr der Fusstrommel     | 5,84 MB   |
| 2003 | e605               | A.C.H.T.U.N.G            | 6,5 MB    |
| 2003 | e605               | rocking da world         | 3,95 MB   |
| 2004 | e605               | Gabba 4 Nothin´          | 11,4 MB   |
| 2005 | e605               | staub                    | 13,7 MB   |
| 2005 | Sascha             | Gabbaherzen              | 6.304 kB  |
| 2005 | Sascha             | Whiplash                 | 7.468 kB  |
| 2006 | Sascha             | Bück Dich                | 7.764 kB  |
| 2006 | Sascha & BassPhase | Fucking Peace of Shit    | 14.799 kB |
| 2006 | Sascha             | Mein Teil                | 12.576 kB |
| 2007 | Sascha             | Guitar Fuck              | 6.874 kB  |
| 2007 | Sascha             | John Doe                 | 10.548 kB |
| 2007 | Sascha             | a Rockin Holocaust       | 13.166 kB |
| 2007 | Sascha             | Wir Nie!                 | 6.396 kB  |
| 2007 | BassPhase          | Intro!                   | 2.072 kB  |
| 2007 | BassPhase          | Wake UP!                 | 8.122 kB  |
| 2007 | BassPhase          | Sense of Life            | 7.384 kB  |
| 2007 | BassPhase          | Kick her out of my Brain | 5.396 kB  |
| 2007 | Sascha             | You                      | 4.219 kB  |
| 2007 | Sascha             | Trommeln & Grölen        | 11.083 kB |
| 2008 | Sascha             | Who the fuck are U       | 13.434 kB |
| 2008 | Sascha & derTöpper | Da real BeatMasta        | 19.268 kB |
| 2008 | derTöpper          | Bang Bang                | 10.628 kB |
| 2008 | derTöpper          | 1st in Time              | 8.053 kB  |
| 2008 | derTöpper          | Afterworks               | 11.798 kB |